# Блэйд 2
«Блэйд 2» (англ. Blade II) — мистический боевик 2002 года режиссёра Гильермо дель Торо, сиквел фильма «Блэйд». Премьера фильма в США состоялась 21 марта 2002 года. В 2004 году вышел триквел этого фильма — «Блэйд: Троица».
Фильм рассказывает о гибриде человека и вампира и его постоянных усилиях по защите людей от вампиров. Оказавшись втянуты в ожесточённую битву с группой вампиров-мутантов, которые стремятся совершить глобальный геноцид как вампирской, так и человеческой рас, Блэйд и его союзники-люди вынуждены объединиться с особой элитной группой вампиров.
«Блэйд 2» имел кассовый успех, собрав более 155 млн долларов. Он получил смешанные отзывы критиков и зрителей, заслужив похвалу за свои атмосферу, режиссуру и сюжет, хотя его сценарий и отсутствие развития персонажа подверглись критике.

## Сюжет
Блэйд отправляется на поиски своего наставника Уистлера, который, как оказалось, выжил после попытки самоубийства и стал одним из тех, кого вампиры используют для получения постоянной крови. Ему не дают окончательно переродиться и держат в капсуле с жидкостью в постоянной коме. Блэйд его привозит к себе домой, где вкалывает ему сыворотку, которую колет сам себе, чтобы избежать жажды крови, и оставляет до утра.
Вампиры приходят к Блэйду с просьбой помочь разобраться с опасностью, которая угрожает не только им, но и всем людям. Появился новый вид вампиров, абсолютно невосприимчивый к серебру и уничтожающий других вампиров. Единственное, что может их остановить — это солнечный и яркий свет. Блэйд соглашается и возглавляет отряд, который изначально был создан для того, чтобы поймать самого Блэйда.
В ходе охоты на вампира-оборотня Номака Блэйд узнаёт, что клан вампиров, использующий его для поимки Номака, и создал этот вирус в рамках опытов с ДНК. Планировалось создать новую расу вампиров, которые не будут бояться серебра и солнечного света, то есть будут такими, как сам Блэйд. Номак же был неудачей в эксперименте.
Блэйда хотят использовать как материал для дальнейших разработок, ведь клан стремится создать таких вампиров, как он, но Блэйду удаётся сбежать, воспользовавшись тем, что Номак напал на лабораторию, чтобы отомстить тем, кто его «создал». В итоге Блэйд и носитель вируса сходятся в битве, в которой Блэйд побеждает.
В финальной сцене в Лондоне Блэйд навещает вампира, которого в начале фильма отпустил в обмен на помощь в поиске Уистлера.

## В ролях
| Актёр              | Роль                   |
| ------------------ | ---------------------- |
| Уэсли Снайпс       | Эрик Брукс / Блэйд     |
| Крис Кристофферсон | Абрахам Уистлер        |
| Люк Госс           | Джаред Номак           |
| Рон Перлман        | Рейнхардт              |
| Леонор Варела      | Нисса Дамаскинос       |
| Норман Ридус       | Джошуа Фромейер / Скад |
| Томас Кречман      | Илай Дамаскинос        |
| Мэтт Шульц         | Чупа                   |
| Дэнни Джон-Джулс   | Асад                   |
| Донни Йен          | Снеговик               |
| Карел Роден        | Карл Коунен            |
| Марит Велль Кайл   | Верлэйн                |
| Дез Кроуфорд       | Лайтхэммер             |
| Тони Карран        | Жрец                   |
| Сантьяго Сегура    | Раш                    |

## Съёмочная группа
- Режиссёр: Гильермо дель Торо
- Сценарист: Марв Волфман, Джин Колан, Дэвид С. Гойер
- Продюсеры: Ави Арад
- Композитор: Марко Белтрами
- Постановщик боевых сцен: Донни Йен

## Награды и номинации
- 2003 — премия TAURUS за лучшую боевую сцену (Драка Блэйда и Номака на помосте).
- 2003 — номинация на премию AASCAP Film and Television Music Awards в категории «Top Box Office Films».
- 2003 — номинация на премию Сатурн (приз Академии научной фантастики, фэнтези и фильмов ужасов США) в категориях «Лучший фильм ужасов» и «Лучший грим».

## Съёмки
- Финальная сцена с появлением в кабинке пип-шоу Блэйда вместо стриптизёрши фактически повторяет аналогичный эпизод из «Ворон: Город ангелов». Это объясняется тем, что сценаристом обоих фильмов был Дэвид С. Гойер.[источник не указан 1804 дня]

## Выпуск
DVD-диск серии New Line Platinum содержит несколько удалённых сцен, в том числе эпизод воспоминаний, показывающий первую встречу Блэйда с Уистлером, музыкальное видео на песню «Child of the Wild West» в исполнении хип-хоп-группы западного побережья Cypress Hill с участием барабанщика и бас-исполнителя Рони Сайза, видеозапись, стилизованную под VHS, и театральный трейлер.
Blu-ray был выпущен в 2012 году.

## Критика
Реакция на второй фильм среди критиков и зрителей была смешанной. На сайте Rotten Tomatoes фильм получил рейтинг одобрения 57 %, основанный на 151 рецензии, со средним рейтингом 6,04/10. Консенсус сайта гласит: «Хотя „Блэйд 2“ предлагает больше того, что работало в оригинале, его сюжет и развитие персонажей, похоже, были оставлены на полу комнаты монтажа». На Metacritic у фильма 52 балла из 100, основанных на отзывах 28 критиков, что указывает на «смешанные или средние отзывы». Зрители, опрошенные CineMedia, дали фильму среднюю оценку «B+» по шкале от A+ до F.

## Музыка
Саундтрек к фильму был выпущен 19 марта 2002 года лейблами Immortal Records и Virgin Records. В нём были представлены совместные работы хип-хоп-исполнителей и электронных исполнителей. Этот саундтрек появился в четырёх различных чартах Billboard, достигнув 26-го места в Billboard 200. Он породил два сингла: «Child of the Wild West» и «Mind What You Say».

## Видеоигра
Видеоигра «Блэйд 2» была выпущена для PlayStation 2 и Xbox Original 3 сентября 2002 года.

## Продолжение
Продолжение, «Блэйд: Троица», было выпущено в 2004 году.